# Liste de mélanges d'épices

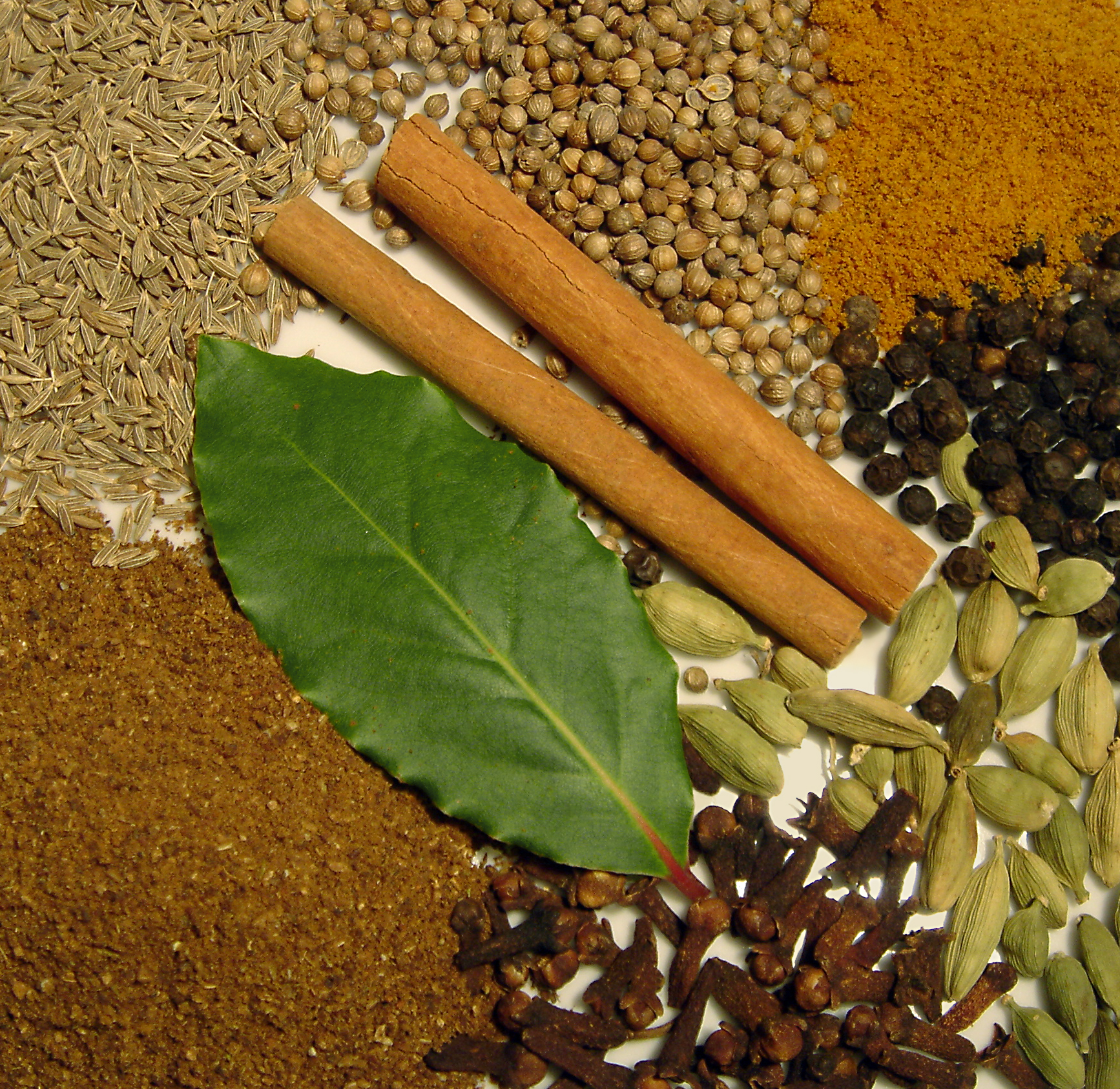
Épices entrant dans la composition du garam masala.

Plusieurs mélanges d'épices sont utilisés en gastronomie, pour associer les propriétés gustatives ou produire un effet esthétique. Cette liste ne recense pas les mélanges exclusivement ou majoritairement à base d'herbes.

## Mélanges contenant du poivre
De nombreux mélanges associent du poivre à d'autres épices.
Lorsque sa variété n'est pas précisée, le terme poivre fait référence aux baies de piper nigrum, la liane nous donnant le poivre blanc, vert et noir, baies les plus usuellement désignées comme « poivre » sans adjectif ou locution de provenance.
Les plus courants sont :
- cinq baies, mélange de poivres blanc, noir, vert, de baies roses et soit de coriandre, soit de piment de Jamaïque[1],[2] ;
- cinq parfums ou cinq épices, mélange de poivre du Sichuan, anis étoilé, cannelle de Chine, clous de girofle, fenouil utilisé en cuisine chinoise[réf. souhaitée] ;
- colombo, mélange indien variante du curry, à base de curcuma, graines de cumin, moutarde, fenouil et de coriandre, de gingembre, de poivre noir, de fenugrec, de clous de girofle, parfois additionné en fonction des régions et recettes d'autres épices[réf. souhaitée] ;

- quatre-épices, mélange français comprenant quatre épices de base : cannelle,  girofle, muscade et poivre. Du gingembre peut également être ajouté pouvant même remplacer la cannelle ou le poivre[Note 1],[3];
- trois poivres, mélange de poivres : vert, noir et blanc (en fait une seule épice à différents degrés de maturation), entrant dans la composition d'une sauce d'accompagnement des viandes rouges ;
- poivre « saveur » : poivre noir (50 %) associé à poivron vert, coriandre et cardamome.

## Mélanges contenant du piment
Certains mélanges associent d'autres épices au piment :
- chili, mélange de piments et d'autres épices utilisé en cuisine mexicaine ;
- harissa, purée de piments rouges avec cumin, carvi, tomates séchées ;
- tex-mex, mélange de la cuisine mexicaine des Mexicains du Texas ;
- sambal, mélange de piments en Malaisie et en Indonésie.
- épices et aromates pour guacamole : mélange de piment fort, piment doux, coriandre, cumin, oignon, poivron et ail[4].

## Mélanges contenant du poivre et du piment
Certains mélanges associent et poivre et piment :
- currys, mélanges d'épices dont la composition est très variable ;
- ras el hanout, mélange d'épices à la saveur chaude et piquante, avec des accents de douceur[5] utilisé pour des tajines et du couscous en cuisine maghrébine ;
- tandoori, utilisé dans la cuisine indienne.

## Autres mélanges d'épices
Certains mélanges ne contiennent ni poivre ni piment, au moins dans leur recette de base :
- advieh, un mélange d'épices de la cuisine d'Irak et d'Iran ;
- épices Rabelais, mélange provençal composé d'épices et d'herbes aromatiques[6] ;
- furikake, mélange japonais destiné à assaisonner le riz à base d'épices et autres produits séchés et variés[7] ;
- garam masala, mélange d'épices torréfiées et réduites en poudre, pouvant combiner jusque 20 épices[8] ;
- tajine-mrouzia : assemblage d'une quinzaine d’épices dont cannelle, cumin, coriandre, curcuma, gingembre, baies roses, combava et pétales de rose[9].
- mixed spice, mélange convenant pour être associé à des préparations sucrées utilisé en pâtisserie en Grande-Bretagne, contenant principalement de la cannelle, de la noix de muscade ou du piment de la Jamaïque ;
- épices de Noël, mélange de cannelle, girofle, gingembre, muscade, badiane et cardamome ;
- mélange pain d'épices composé de cannelle, cassia, clou de girofle, noix de muscade, piment, maci, cardamome, et gingembre (recette alsacienne) ;
- sel au céleri, mélange contenant très majoritairement du sel et un peu de céleri, soit les graines, soit un extrait des racines[10] ;
- zaatar, mélange d'épices et d'herbes du Moyen-Orient;
- épices à steak de Montréal, un mélange d'épices pour la viande, créé par des juifs à Montréal[11].